# Карпентария
Карпента́рия (англ. Gulf of Carpentaria) — залив Арафурского моря на севере Австралии. 

## География
Ограничен полуостровами Арнем-Ленд (на западе) и Кейп-Йорк (на востоке). Вдаётся в Австралийский материк более чем на 600 км.
Залив относительно мелководный (максимальная глубина — 69 м). Среднемесячная температура воды на поверхности в большей части Карпентарии зимой 23—25 °C, летом до 29 °C. Солёность 34,8 промилле.

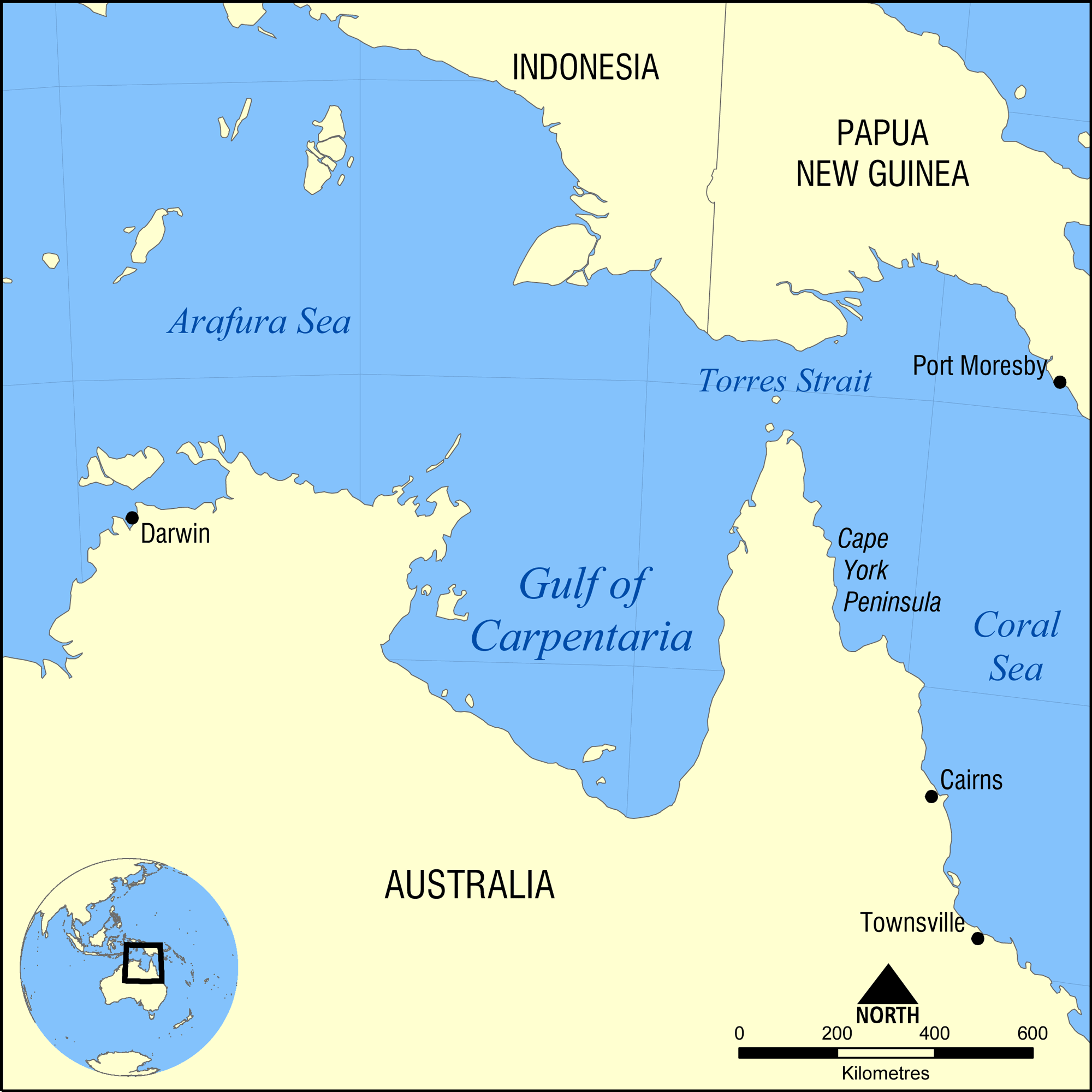
Местоположение залива Карпентария

Величина приливов до 3,2 м. Приливы неправильные полусуточные. У берегов сильные приливо-отливные течения.
В заливе расположены острова Уэлсли, Грут-Айленд и Бикертон. В залив впадает река Флиндерс.
В заливе наблюдается редкое метеорологическое явление Утренняя глория.
А ещё раньше на месте залива 12 000 лет назад было озеро, слившееся с Арафурским морем в результате подъёма уровня моря на 70 м.

## История

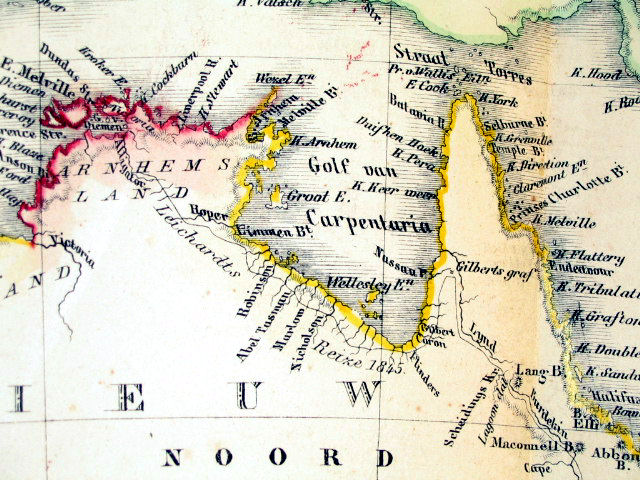
Залив на голландской карте 1859 года

С залива Карпентария началось исследование европейцами Австралии. Первое достоверное сообщение о наблюдении европейцами австралийской территории относится к 1606 году, когда экспедиция голландца Виллема Янсона на корабле «Дёйфкен» исследовала залив Карпентария и высадилась на берег на полуострове Кейп-Йорк. Через 17 лет в 1623 экспедиция Яна Карстенса и Вилля ван Колстера на кораблях «Пера» и «Арнем», идя от Новой Гвинеи к югу, зашла в большой залив, берег которого был ими осмотрен при отыскивании годной для питья воды. По имени одного из этих кораблей получил своё название полуостров Арнем-Ленд, залив тогда же получил название Карпентария в честь Питера де Карпентье. Карстенс охарактеризовал этот плоский и низменный берег как «самый бесплодный на Земле», а его обитателей как «самых бедных и жалких людей». В 1802 году английский мореплаватель Мэтью Флиндерс обследовал восточное и северное побережье Австралии и произвёл съёмку залива.